# آرتین پنیک
آرتین پنیک (انگلیسی: Artin Penik؛ زاده ۱۹۲۱ – درگذشته ۱۵ اوت ۱۹۸۲) خیاط ارمنی‌تبار اهل ترکیه بود.
وی در میدان تقسیم استانبول اقدام به خودسوزی نمود.
در حمله‌ای که منجر به خودکشی اعتراض‌آمیز پنیک شد، ارتش سری ارامنه برای اولین‌بار مستقیماً غیرنظامیان را هدف قرار داد و یک اتاق مسافر شلوغ در فرودگاه آنکارا را به آتش کشید. درحالی که در بیمارستان بود، پاتریارک ارمنی شنورک کالوستیان، وی را ملاقات کرد که وی را «نماد نارضایتی ارمنی‌ها از این قتل‌های وحشیانه» نامید.
پنیک دو روز قبل از مرگش در بیمارستان مصاحبه کرد، در طی آن او خواستار متحد شدن همه دولت‌های جهانی علیه تروریسم شد و اعلام کرد که آن کشورهایی که تحمل ترور را دارند روزی متوجه می‌شوند که این بلا سر خودشان می‌آید و آرزو می‌کند خدا به مردم ترکیه صبر دهد. وی در ادامه اظهار داشت که برنامه اصلی‌اش خودکشی در مقابل کنسولگری عمومی فرانسه بوده‌است، اما در آخرین لحظه تصمیم خود را تغییر داد و تصمیم گرفت در «حضور آتاتورک» در تقسیم بمیرد.
پنیک پنج روز پس از اقدام به خودکشی در بخش اورژانس بیمارستان جراح پاشا استانبول درگذشت. در مراسم خاکسپاری وی که در کلیسای پاتریارک‌نشین سورپ آسدوادزادزین برگزار شد، ارمنی‌ها و ترک‌ها و همچنین مقامات دولتی حضور داشتند و مراسم تشییع جنازه خیابان‌های منطقه کومکاپی را پر از جمعیت کرد.